# Sandboas (Familie)
Die Einteilung der Lebewesen in Systematiken ist kontinuierlicher Gegenstand der Forschung. So existieren neben- und nacheinander verschiedene systematische Klassifikationen. 
Das hier behandelte Taxon ist durch neue Forschungen obsolet geworden oder ist aus anderen Gründen nicht Teil der in der deutschsprachigen Wikipedia dargestellten Systematik.

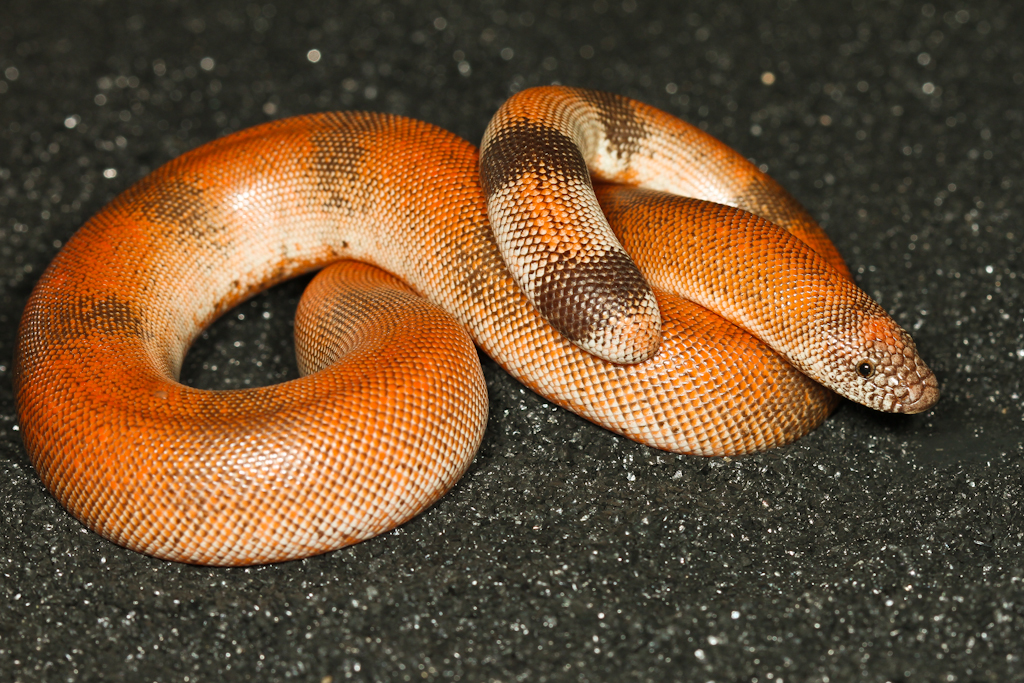
Indische Sandboa (Eryx johnii)

Die Sandboas (Erycinae) wurden lange Zeit als eine artenreiche Unterfamilie innerhalb der Familie der Boas (Boidae) mit mehreren Gattungen angesehen. Derzeit werden nur die Echten Sandboas (Gattung Eryx) zu den Sandboas gezählt, die Unterfamilie ist daher jetzt monogenerisch. Alle anderen Gattungen wurden entweder mit den Echten Sandboas verschmolzen, oder in andere Unterfamilien der Boas ausgegliedert.

## Merkmale
Die Tiere erreichen meistens eine Gesamtlänge, die deutlich unter einem Meter liegt. 
Die diagnostischen Merkmale der Sandboas finden sich vor allem bei der Betrachtung des Skeletts und der Geschlechtsorgane. Sie unterscheiden sich von den Boinae durch die weit voneinander entfernten Praefrontalia, den nur wenig oder gar nicht gegabelten Hemipenis der Männchen sowie den gegabelten Neurapophysen der Schwanzwirbel.

## Lebensweise
Zwei Arten der Gattung der Echten Sandboas (Gattung Eryx) legen Eier, die anderen Arten sind lebendgebärend (ovovivipar), es werden also keine Eier gelegt, sondern diese werden bereits im Leib der Mutter ausgebrütet. Kurz vor dem Schlüpfen gebiert die Mutterschlange die Jungtiere in transparenten dünnen Eihüllen, eine feste Eischale bildet sich nicht.
Eine Ausnahme bildet auch der Erdpython (Calabaria reinhardtii), welcher Eier legt.

## Systematik
Die Sandboas wurden auf fünf Gattungen mit insgesamt 15 anerkannten Arten aufgeteilt. Mehrere der Gattungen waren monotypisch, enthielten also nur eine Art. Diese wurden von verschiedenen Autoren immer wieder zusammengelegt, von anderen wieder getrennt.
Die Gattungen der früher angewandten Systemati waren fast weltweit verbreitet. Dabei leben die Echten Sandboas (Eryx) in Afrika, Asien und einem Teil Europas während die Gattungen Charina und Lichanura in Nordamerika heimisch sind und Calabaria  nur in Westafrika vorkommt. Die Systematik der Schlangen änderte sich nach dem Stand der aktuellen Forschung immer wieder, 2006 wurden die Arten der Gattung Gongylophis mit der gattung Eryx verschmolzen. Bis 2013 listete die Reptile Database die folgenden zu den Sandboas gehörenden Gattungen und Arten:
- Echte Sandboas (Eryx)
  - Eryx borrii

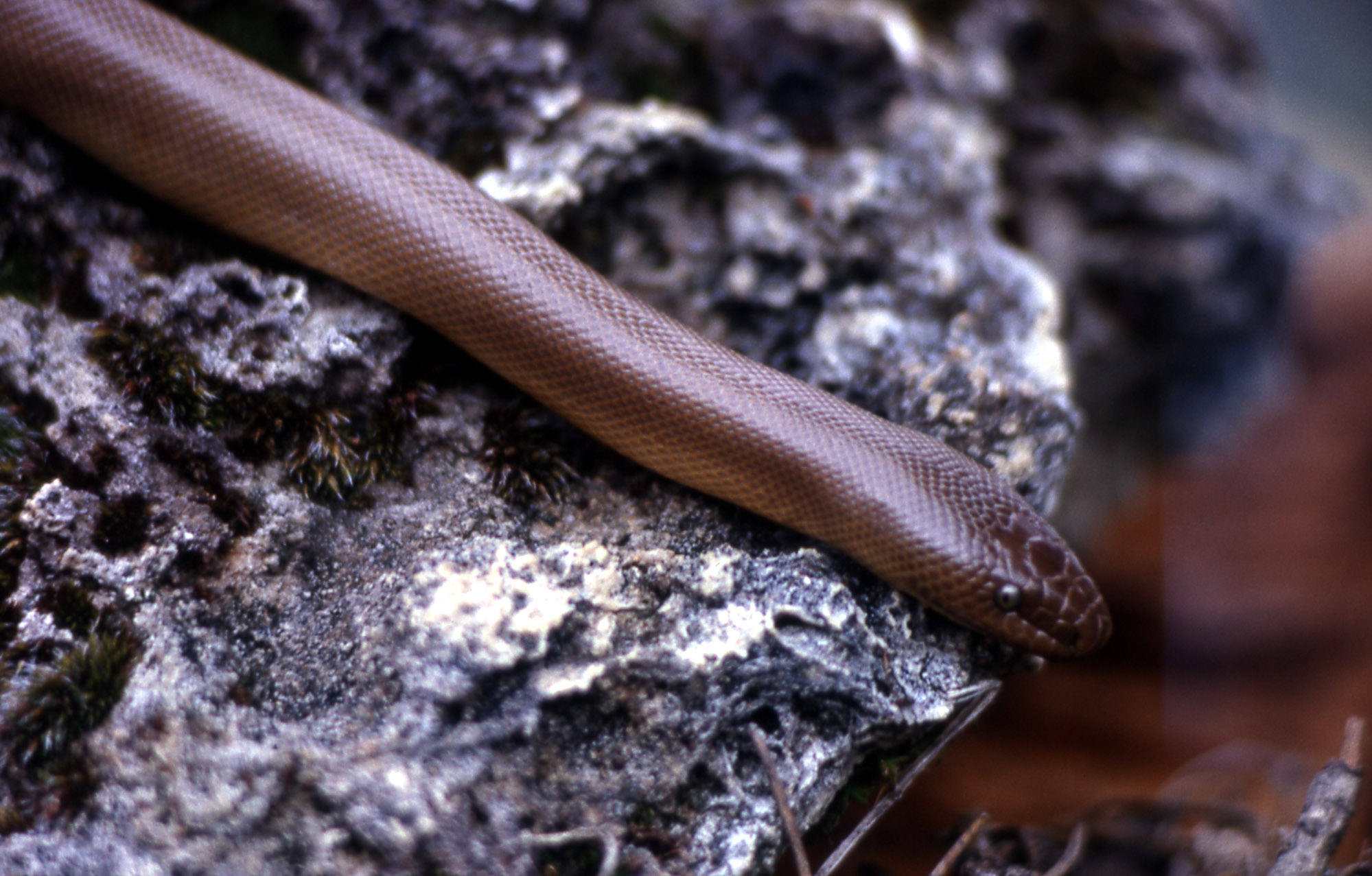
Gummiboa (Charina bottae)

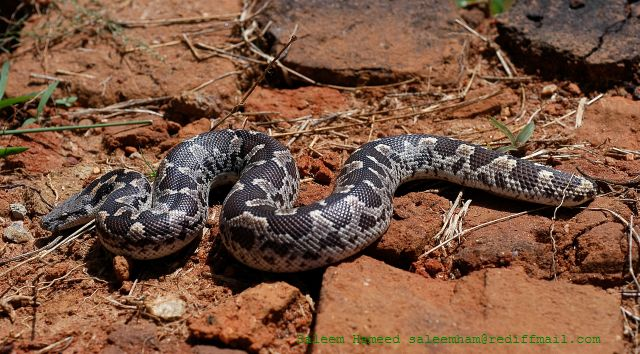
Gefleckte Sandboa (Eryx conicus)

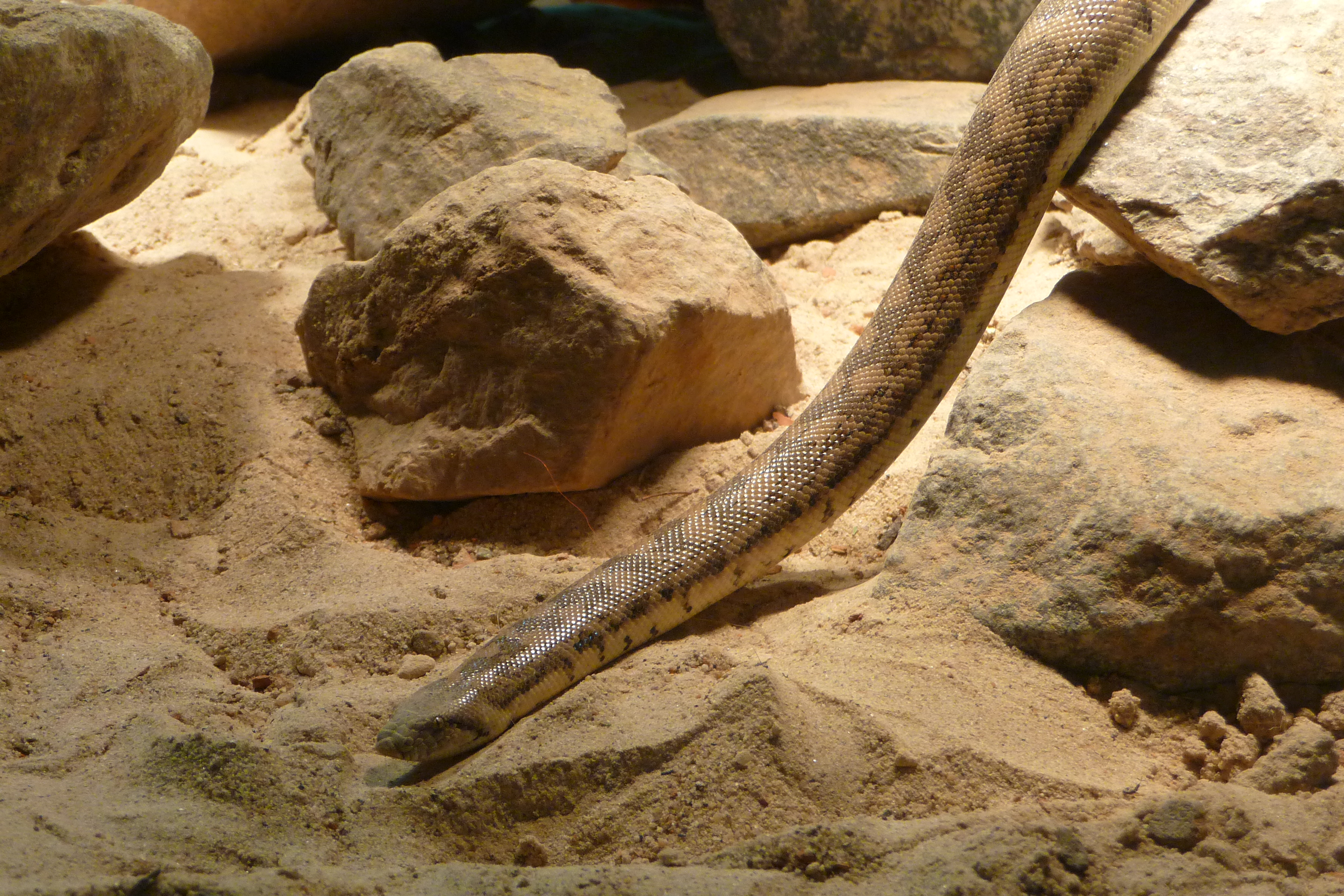
Große Sandboa (Eryx tataricus)

  - Afghanische Sandboa (Eryx elegans)
  - Westliche Sandboa (Eryx jaculus)
  - Arabische Sandboa (Eryx jayakari)
  - Indische Sandboa (Eryx johnii)
  - Östliche Sandboa oder Wüsten-Sandboa (Eryx miliaris)
  - Somali-Sandboa (Eryx somalicus)
  - Große Sandboa oder Tatarische Sandboa(Eryx tataricus)
  - Withakers Sandboa (Eryx whitakeri)
- Gongylophis
  - Ägyptische Sandboa (Gongylophis colobrinus), jetzt Eryx colobrinus
  - Gefleckte Sandboa (Gongylophis conicus), jetzt Eryx conicus
  - Sahara Sandboa (Gongylophis muelleri), jetzt Eryx muelleri
- Calabaria 
  - Erdpython (Calabaria reinhardtii)
- Charina
  - Gummiboa (Charina bottae)
  - Charina umbratica
- Lichanura
  - Nördliche Rosenboa (Lichanura orcutti)
  - Rosenboa (Lichanura trivirgata)